# Людвиг VI (курфюрст Пфальца)
Людвиг VI Пфальцский (нем. Ludwig VI. von der Pfalz; 4 июля 1539, Зиммерн — 22 октября 1583, Гейдельберг) — курфюрст Пфальца из династии Виттельсбахов c 1576 до 1583 год.

## Биография
Сын курфюрста Фридриха III и Марии, дочери кульмбахского маркграфа Казимира. Однако в противоположность отцу был приверженцем не кальвинизма, а лютеранства.
В связи с этим предпринимал усилия по изменению ориентации теологического факультета Гейдельберга. В результате кальвинистским теологам пришлось искать убежище у брата Людвига — Иоганна Казимира в Нойштадт, где был учрежден кальвинистский Collegium Casimirianum.
Людвиг умер в 1583 году в Гейдельберге и похоронен в церкви Святого Духа.

## Браки и потомки
Людвиг VI сочетался браком 8 июля 1560 года в Марбурге с принцессой Елизаветой Гессенской (1539—1582), дочерью ландграфа Филиппа I, одного из важнейших сторонников Лютера, и его супруги Кристины Саксонской.
В этом браке родились 12 детей:
- Анна Мария (1561—1589), с 1579 года жена герцога Карла, будущего короля Швеции
- Елизавета (1562)
- Доротея Елизавета (1565)
- Доротея (1566—1568)
- Фридрих Филипп (1567)
- Иоганн Фридрих (1569)
- Людвиг (1570—1571)
- Катарина (1572—1586)
- Кристина (1573—1619)
- Фридрих (1574—1610), впоследствии курфюрст Пфальца.
- Филипп (1575)
- Елизавета (1576—1577)

Второй брак с Анной Кирксена заключён 12 июля 1583 года в Гейдельберге. Детей от этого брака не было.